# Forte Tête
Pour plus de détails, voir Fiche technique et Distribution.
Forte Tête est un film français réalisé par Léon Mathot, sorti en 1942.

## Fiche technique
- Titre : Forte Tête
- Réalisation : Léon Mathot
- Scénario : Edianto et Léon Mathot
- Dialogues : Léopold Marchand
- Photographie : René Gaveau
- Son : Jacques Hawadier
- Décors : Marcel Mary
- Montage : Madeleine Gug
- Musique : Maurice Yvain
- Production : Sirius Films
- Pays d'origine :  France
- Format : Noir et blanc - 1,37:1 - 35 mm - son mono
- Genre : Comédie
- Durée : 101 minutes
- Date de sortie : 
  - France : 10 juin 1942
- Affiche : Jacques Bonneaud (France)

## Distribution
- René Dary : René Rochet
- Paul Azaïs Alexandre
- Guillaume de Sax : Dargillier-Levrault
- Aline Carola : Jeannette
- Roland Toutain : La Clapette
- Catherine Fonteney : la gouvernante
- Pierre Brûlé : Gérard
- Charles Lemontier : Leroy
- Camille Beuve : Dubonneau